# Taylor Gray
Taylor Gray (Whittier, California; 7 de septiembre de 1993) es un actor estadounidense. Fue el protagonista de la serie de  Nickelodeon Bucket & Skinner's Epic Adventures pero esta fue cancelada por baja audiencia.

## Carrera
Es más conocido por su papel de Bucket en la comedia de Nickelodeon, Bucket & Skinner's Epic Adventures, estrenada en 2011. Gray ya había tenido varias apariciones en diferentes series.
Fue la voz de Ezra en Star Wars Rebels.

## Filmografía
| Televisión                | Televisión                         | Televisión      | Televisión                            |
| Año                       | Título                             | Personaje       | Notas                                 |
| ------------------------- | ---------------------------------- | --------------- | ------------------------------------- |
| 2011–2013                 | Bucket & Skinner's Epic Adventures | Bucket          | Protagonista, Serie de TV Nickelodeon |
| 2012                      | Thunderstruck                      | Brian           | Protagonista, Película, Warner Bros   |
| 2014–2018                 | Star Wars Rebels                   | Ezra            | Voz, Protagonista Serie Disney XD     |
| Apariciones en televisión |                                    |                 |                                       |
| Año                       | Título                             | Personaje       | Episodio(s)                           |
| 2007                      | Numb3rs                            | Jo Santiago     | "One Hour"                            |
| 2007                      | The Tenth Day                      | Danny           |                                       |
| 2007                      | A Starchy World                    | Classroom Kid 4 |                                       |
| 2007                      | The Take                           | Javy De La Pena |                                       |
| 2007                      | Hawthorne                          | Carlos González | "No Guts, No Glory"                   |
| 2007                      | The Mentalist                      | Shorter Kid     | "Aingavite Baa"                       |